# サント＝シゴレーヌ
サント＝シゴレーヌ （Sainte-Sigolène）は、フランス、オーヴェルニュ＝ローヌ＝アルプ地域圏、オート＝ロワール県のコミューン。

## 地理
サント＝シゴレーヌはヴレ地方の東側にある。34km離れたサンテティエンヌ、48km離れたル・ピュイ＝アン＝ヴレとの間にある。

## 歴史
サント＝シゴレーヌの歴史は、パスマントリー（衣類の袖のトリム飾りから、カーテンのタッセルやフリンジ飾りの総称）製造からプラスチック製造に移行したことで特筆される。
第二次世界大戦後の織物業危機に直面し、400年もの間リボンで有名だったヴレ高原は、シルクのスカーフや羊毛のスカーフを作る織機を、プラスチック袋や包装袋を作る押し出し機と、徐々に交換していった。ローヌ・プーラン社の技師がサント＝シゴレーヌで休日を過ごし、彼が地元請負業者にポリエチレンの製造を示唆したのである。そこで、パスマントリー職人や織工の父や子といった高原の男たちは、数年ののちにプラスチック製造業者に転換した。この伝説的な『立ち直る』能力はコミューンのモットー、Surgit ad futuraに影響を与えた。
フランス革命後の国民公会時代、コミューンはシゴレーヌ・レ・ボワ（Ségolaine-les-Bois）と改名させられていた。

## 人口統計
| 1962年 | 1968年 | 1975年 | 1982年 | 1990年 | 1999年 | 2006年 | 2012年 |
| ------ | ------ | ------ | ------ | ------ | ------ | ------ | ------ |
| 3535   | 4055   | 4508   | 5052   | 5236   | 5432   | 5778   | 5962   |

source=1999年までLdh/EHESS/Cassini、2004年以降INSEE

## 経済
現在、サント＝シゴレーヌのポリエチレン製造は全国生産量の40%を占めており、産業、農業、そして家庭用フィルム、プラスチック袋の生産に特化されている。しかし、近年のフランスのプラスチック業界は困難に直面している。原油価格の高騰、アジアとの競争、プラスチック包装の悪いイメージ、環境保護観点からの圧力である。
イッサンジュレ地方では、プラスチック製造に2000人が直接雇用され、3000人が間接雇用されている。